# Akron (Alabama)
Akron ist eine Town im Hale County im US-amerikanischen Bundesstaat Alabama.

## Geographie
Akron liegt etwa auf halber Strecke zwischen Moundville (≈16 km) und Eutow. Durch die Interstate 59 und 20 bestehen zudem Verbindungen unter anderem nach Meridan (≈110 km) und Tuscaloosa (≈50 km).

## Geschichte
Ein Bauwerk in Akron ist im National Register of Historic Places (NRHP) eingetragen (Stand 19. März 2020), das Plantagenhaus Tanglewood.

## Demographie
Zum Zeitpunkt des United States Census 2000 bewohnten Akron 521 Personen die Stadt. Die Bevölkerungsdichte betrug 365,7 Personen pro km². Es gab 239 Wohneinheiten, durchschnittlich 167,8 pro km². Die Bevölkerung Hoquiams bestand zu 17,85 % aus Weißen, 81,00 % Schwarzen oder African American, 1,15 % nannten zwei oder mehr Rassen. 1,54 % der Bevölkerung erklärten, Hispanos oder Latinos jeglicher Rasse zu sein.
Die Bewohner Akrons verteilten sich auf 207 Haushalte, von denen in 36,7 % Kinder unter 18 Jahren lebten. 34,8 % der Haushalte stellten Verheiratete, 30,9 % hatten einen weiblichen Haushaltsvorstand ohne Ehemann und 31,4 % bildeten keine Familien. 28,5 % der Haushalte bestanden aus Einzelpersonen und in 14,5 % aller Haushalte lebte jemand im Alter von 65 Jahren oder mehr alleine. Die durchschnittliche Haushaltsgröße betrug 2,52 und die durchschnittliche Familiengröße 3,15 Personen.
Die Stadtbevölkerung verteilte sich auf 29,4 % Minderjährige, 9,8 % 18–24-Jährige, 25,3 % 25–44-Jährige, 20,9 % 45–64-Jährige und 14,6 % im Alter von 65 Jahren oder mehr. Das Durchschnittsalter betrug 32 Jahre. Auf jeweils 100 Frauen entfielen 81,5 Männer. Bei den über 18-Jährigen entfielen auf 100 Frauen 68,8 Männer.
Das mittlere Haushaltseinkommen in Akron betrug 19.875 US-Dollar und das mittlere Familieneinkommen erreichte die Höhe von 21.250 US-Dollar. Das Durchschnittseinkommen der Männer betrug 22.396 US-Dollar, gegenüber 18.500 US-Dollar bei den Frauen. Das Pro-Kopf-Einkommen in Akron war 10.929 US-Dollar. 40,7 % der Bevölkerung und 37,1 % der Familien hatten ein Einkommen unterhalb der Armutsgrenze, davon waren 60,2 % der Minderjährigen und 32,7 % der Altersgruppe 65 Jahre und mehr betroffen.